# Max Born
Pour les articles homonymes, voir Max Born (acteur) et Born.
Max Born (11 décembre 1882 à Breslau, Empire allemand - 5 janvier 1970 à Göttingen, Allemagne de l'Ouest) est un physicien et mathématicien allemand.
Physicien théoricien remarquable, il est principalement connu pour son importante contribution à la physique quantique. Il a été le premier à donner au carré du module de la fonction d'onde la signification d'une densité de probabilité de présence.
Il a partagé le prix Nobel de physique de 1954, avec Walther Bothe, pour ses travaux sur la théorie des quanta.
Il est le grand-père de la chanteuse et actrice Olivia Newton-John et l'arrière-grand-père de la chanteuse et actrice Chloe Rose Lattanzi.

## Biographie
Fils d'un professeur de médecine et orphelin de mère depuis l'âge de 4 ans, Max Born entame des études de sciences en 1901 à Breslau, qu'il poursuit ensuite à Zurich et Heidelberg, avant d'arriver à Göttingen où il prépare une thèse sur la Stabilité des lignes élastiques dans le plan et dans l'espace, soutenue en 1906.
Il participe aux travaux sur la nouvelle théorie de la relativité restreinte, avec Hermann Minkowski ; puis sur la dynamique des atomes dans les cristaux, sur laquelle il publie un livre en 1915. Il est réformé pour cause d'asthme pendant la Première Guerre mondiale, qu'il passe en partie à Berlin ; il y travaille notamment avec Max Planck et Albert Einstein.
En 1921, il est nommé professeur de physique théorique à Göttingen. Il concentre surtout ses travaux sur la physique quantique et développe, avec Pascual Jordan, la mécanique matricielle introduite par Werner Heisenberg. Il est également un pionnier de la théorie quantique des solides (conditions de Born-Von Karman) et dans l'électrodynamique non linéaire de Born-Infeld.
Juif, il doit émigrer en Grande-Bretagne à l'avènement du Troisième Reich, d'abord à Cambridge en 1933, puis à Édimbourg où il devient professeur en 1936. Il fera néanmoins son retour en Allemagne, pour s'établir à Göttingen, en 1953.
La Royal Society lui décerne la Médaille Hughes en 1950. Il est lauréat de la moitié du prix Nobel de physique de 1954 (l'autre moitié a été remise à Walther Bothe) « pour ses recherches fondamentales en mécanique quantique, particulièrement pour son interprétation statistique de la fonction d'onde ».
Il est l'un des onze signataires du manifeste Russell-Einstein qui met en lumière les dangers créés par les armes nucléaires et appelle les principaux dirigeants du monde à rechercher des solutions pacifiques aux conflits internationaux. Il fait partie des 18 de Göttingen.
Il est le père de Gustav Victor Rudolf Born et le grand-père maternel d'Olivia Newton-John. Son épouse est décédée en 1972.

## Publications
- Albert Einstein, Max Born et Hedwig Born, Correspondance 1916-1955 [« Briefwechsel 1916-1955 »], 1re éd. 1969 [détail de l’édition]
- (en) Max Born, Emil Wolf, A.B. Bhatia et al., Principles of optics : electromagnetic theory of propagation, interference and diffraction of light, Cambridge New York, Cambridge University Press, 1999, 7e éd., 952 p. (ISBN 978-0-521-64222-4 et 978-0-521-63921-7, OCLC 40200160, lire en ligne), 4e édition, 1970. En ligne sur Internet Archive.
- (en) Einstein's Theory of Relativity [« Relativitätstheorie Einsteins und ihre physikalischen Grundlagen »]  (trad. de l'allemand par Henry Brose (en)), New York, Dutton, 1922 (lire en ligne)
- (de) Relativitätstheorie Einsteins und ihre physikalischen Grundlagen, Berlin, Springer, 1920 (lire en ligne)